# Heracleum sphondylium
Heracleum sphondylium é uma espécie de planta com flor pertencente à família Apiaceae. 
A autoridade científica da espécie é L., tendo sido publicada em Species Plantarum 1: 249. 1753.
Os seus nomes comuns são branca-ursina, canabrás, canabras ou esfondilio.
Tem como habitat locais sombrios e húmidos, como por exemplo orlas de bosques e galerias ripícolas.

## Portugal
Trata-se de uma espécie presente no território português, nomeadamente os seguintes táxones infraespecíficos:
- Heracleum sphondylium subsp. granatense - presente em Portugal Continental. Em termos de naturalidade é nativa da região atrás referida. Não se encontra protegida por legislação portuguesa ou da Comunidade Europeia.
- Heracleum sphondylium subsp. sphondylium - presente em Portugal Continental. Em termos de naturalidade é nativa da região atrás referida. Não se encontra protegida por legislação portuguesa ou da Comunidade Europeia.